# 오야마역 (도치기현)
오야마역(일본어: 小山駅, おやまえき)은 일본 도치기현 오야마시에 위치한, 동일본 여객철도 소속 철도역이며, 도호쿠 신칸센의 정차역이다. 그리고 도호쿠 본선, 미토선의 정차역이며, 료모선의 종착역이기도 하다. 승강장 구조로는 신칸센 2면 3선, 도호쿠 본선을 포함한 일반 철도선은 4면 8선이다.

## 타는 곳

### 도호쿠 신칸센
| 1    | ■ 도호쿠 신칸센 | (하행) | 우쓰노미야・후쿠시마・센다이 방면 |
| 4・5 | ■ 도호쿠 신칸센 | (상행) | 오미야・도쿄 방면                 |

### 기존선
- 승강장 형태: 혼합식 승강장 4개 8선

| 6・8   | ■ 료모선                                           |        | 도치기・사노・기류 방면                                                         |
| 9・10  | ■ 우쓰노미야선                                     | (하행) | 이시바시・우쓰노미야 방면                                                       |
| 12・13 | ■ 우쓰노미야선 (우에노도쿄라인) ■ 쇼난 신주쿠 라인 | (상행) | 오미야・우에노・도쿄・시나가와・이케부쿠로・신주쿠・요코하마 방면 (도카이도 선) |
| 15・16 | ■ 미토선                                           | (상행) | 시모다테・가사마・도모베・미토 방면                                             |

## 인접역
| 동일본 여객철도 도호쿠 신칸센              | 동일본 여객철도 도호쿠 신칸센                                 | 동일본 여객철도 도호쿠 신칸센     |
| ------------------------------------------ | ------------------------------------------------------------- | --------------------------------- |
| 오미야 도쿄 방면                           | ■ 도호쿠 신칸센                                               | 우쓰노미야 센다이·신아오모리 방면 |
| 동일본 여객철도 도호쿠 본선 (우쓰노미야선) |                                                               |                                   |
| 고가 오미야 방면                           | ■ 우쓰노미야선 ■ 통근 쾌속·■ 쾌속 래빗·■쇼난 신주쿠 라인 쾌속 | 고가네이 우쓰노미야 방면          |
| 마마다 오미야 방면                         | ■ 보통・■쇼난 신주쿠 라인 보통                                | 고가네이 우쓰노미야 방면          |
| 동일본 여객철도 미토선                     |                                                               |                                   |
| 시·종착역                                  | ■ 보통                                                        | 오타바야시 가사마·도모베 방면     |
| 동일본 여객철도 료모선                     |                                                               |                                   |
| 오모이가와 도치기・사노・기류 방면         | ■ 보통                                                        | 시·종착역                         |